# Rej Solomonof
Rej Solomonof (25. jul 1926 – 7. decembar 2009) bio je američki matematičar koji je osmislio algoritamsku verovatnoću, svoju Opštu teoriju induktivnog zaključivanja (takođe poznatu kao univerzalno induktivno zaključivanje), i bio je osnivač teorije algoritamskih informacija. On je bio začetnik grane veštačke inteligencije zasnovane na mašinskom učenju, predviđanju i verovatnoćí. On je objavio prvi izveštaj o nesemantičkom mašinskom učenju 1956. godine.
Solomonov je prvi opisao algoritamsku verovatnoću 1960. godine, objavljujući teoremu koja je pokrenula Kolmogorovljevu teoriju složenosti i algoritamske informacije. On je prvi put opisao ove rezultate na konferenciji na Kaltehu 1960. i u izveštaju iz februara 1960. „Preliminarni izveštaj o opštoj teoriji induktivnog zaključivanja”. On je potpunije razjasnio ove ideje u svojim publikacijama iz 1964. godine, „Formalna teorija induktivnog zaključivanja“, deo I i deo II.
Algoritamska verovatnoća je matematički formalizovana kombinacija Okamove oštrice i principa višestrukih objašnjenja. To je mašinski nezavisna metoda dodeljivanja vrednosti verovatnoće svakoj hipotezi (algoritmu/programu) koja objašnjava dato zapažanje, pri čemu najjednostavnija hipoteza (najkraći program) ima najveću verovatnoću, a sve složenije hipoteze dobijaju sve manje verovatnoće.
Solomonov je osnovao teoriju univerzalnog induktivnog zaključivanja, koja se zasniva na čvrstim filozofskim osnovama i ima koren u kompleksnosti Kolmogorova i algoritamskoj teoriji informacija. Teorija koristi algoritamsku verovatnoću u Bajesovom okviru. Univerzalni prior se preuzima nad klasom svih izračunljivih mera; nijedna hipoteza neće imati nultu verovatnoću. Ovo omogućava Bajesovo pravilo (uzročnosti) da se koristi za predviđanje najverovatnijeg sledećeg događaja u nizu događaja i koliko će to biti verovatno.
Iako je najpoznatiji po algoritamskoj verovatnoći i svojoj opštoj teoriji induktivnog zaključivanja, tokom svog života napravio je mnoga druga važna otkrića, od kojih je većina bila usmerena ka njegovom cilju u veštačkoj inteligenciji: da razvije mašinu koja bi mogla da rešava teške probleme koristeći probabilističke metode.

## Spoljašnje veze
- Ray Solomonoff's Homepage
- For a detailed description of Algorithmic Probability, see "Algorithmic Probability" by Hutter, Legg and Vitanyi in the scholarpedia.
- Ray Solomonoff (1926–2009) 85th memorial conference, Melbourne, Australia, Nov/Dec 2011 and Proceedings, "Algorithmic Probability and Friends. Bayesian Prediction and Artificial Intelligence", Springer, LNAI/LNCS 7070.
- Pioneer of machine learning celebrated 14 December 2011